# Samuel S. Yoder

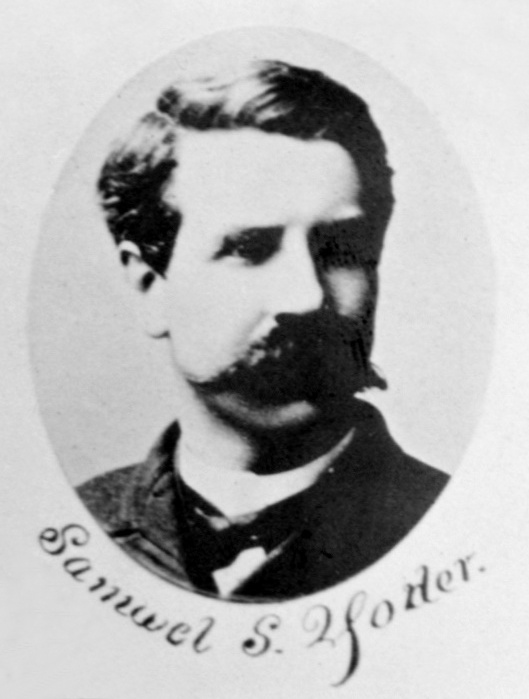
Samuel S. Yoder

Samuel S. Yoder (* 16. August 1841 in Berlin, Holmes County, Ohio; † 11. Mai 1921 in Washington, D.C.) war ein US-amerikanischer Politiker. Zwischen 1887 und 1891 vertrat er den Bundesstaat Ohio im US-Repräsentantenhaus.

## Werdegang
Samuel Yoder besuchte die öffentlichen Schulen seiner Heimat und danach die Wooster University, ebenfalls in Ohio. Daran schloss sich ein Studium an der University of Michigan in Ann Arbor an. Während des Bürgerkrieges diente er zwischen 1862 und 1865 im Heer der Union, in dem er bis zum Leutnant aufstieg. Anschließend studierte er Medizin. Nach seiner Zulassung als Arzt praktizierte er in Bluffton in seinem neuen Beruf. Zwischen 1868 und 1878 war er auch Bürgermeister von Bluffton. Im Jahr 1878 zog er nach Lima. Nach einem Jurastudium und seiner 1880 erfolgten Zulassung als Rechtsanwalt begann er dort in seinem neuen Beruf zu arbeiten. Politisch war er Mitglied der Demokratischen Partei. Zwischen 1883 und 1885 gehörte er dem Staatsvorstand seiner Partei an. Von 1882 bis 1886 war er im Allen County als Nachlassrichter tätig.
Bei den Kongresswahlen des Jahres 1886 wurde Yoder im vierten Wahlbezirk von Ohio in das US-Repräsentantenhaus in Washington gewählt, wo er am 4. März 1887 die Nachfolge von Charles Marley Anderson antrat. Nach einer Wiederwahl konnte er bis zum 3. März 1891 zwei Legislaturperioden im Kongress absolvieren. Im Jahr 1890 verzichtete er auf eine weitere Kandidatur. Zwischen dem 8. Dezember 1891 und dem 7. August 1893 übte er als Nachfolger von Adoniram J. Holmes die zeremonielle Funktion des Sergeant at Arms im US-Repräsentantenhaus aus.
Nach dem Ende seiner Zeit im Kongress praktizierte Yoder wieder als Anwalt. Außerdem arbeitete er in der Bundeshauptstadt Washington in der Immobilienbranche. Dort ist er am 11. Mai 1921 auch verstorben. Er wurde auf dem Nationalfriedhof Arlington in Virginia beigesetzt.